# 광명심포니 오케스트라
광명 심포니 오케스트라(GwangMyeoung Symphony Orchestra)는, 경기도 광명시 소재의 민간 관현악단이다.
(사) 광명심포니 오케스트라는 2002년 창단되어 2007년 경기도 전문예술단체로 지정되었으며,
2010년 문화예술인증 사회적 기업으로 그 역할과 책임을 다하고 있는 대표적인 경기도 사회적기업 오케스트라 입니다
쉽고 재있는 프로그램으로 다양한 연령층이 모두 즐길 수 있는 쉬운 클래식을 지향하며, 오케스트라 음악이 관객에게 쉽게 다가 갈 수 있는 방향에 대해 끊임없이 노력하고 있는 오케스트라입니다.
현재 상임지휘자는 김승복입니다.